# Cumella gomoiui
Cumella gomoiui är en kräftdjursart som beskrevs av Mihai Bacescu och Zarui Muradian 1977. Cumella gomoiui ingår i släktet Cumella och familjen Nannastacidae. Inga underarter finns listade i Catalogue of Life.